# Fortaleza Ozama
Fortaleza Ozama je dvorac u Santo Domingu u Dominikanskoj Republici. To je najstarija službena vojna građevina u Americi, europskog je podrijetla i još uvijek čitava. Upisan je na UNESCO-ov popis mjesta svjetske baštine u Amerikama 1990. godine zajedno s drugim znamenitostima staroga sjedišta grada Santa Dominga.
Sagradili su ga Španjolci u 16. stoljeću na ulazu u grad Santo Domingo s pogledom na rijeku Ozamu. Ime je dobio po ovoj rijeci. Ponekad se također naziva "La Fortaleza" ili "Tvrđava". Impresivna arhitektonska struktura srednjovjekovnoga stila i dizajna "Toranj Homage" (na španjolskom: Torre del Homenaje) stoji u središtu objekta. 
Dvorac je osmišljen radi zaštite ulaza u luku Santo Dominga i za obranu grada od prekomorskih neprijatelja. Izgradnja je počela 1502. godine, a završila 1505. godine. Vrata na Calle Damas prvobitno su sagrađena 1608.
Dvorac je dobro izgrađen pa je služio kao zatvor sve do 1960. Nakon toga, Fortaleza Ozama otvorena je za javnost. 